# Кирпичёв, Михаил Викторович
Михаи́л Ви́кторович Кирпичёв (11 (23) августа 1879, Санкт-Петербург — 10 января 1955, Москва) — советский физик (теплотехник и теплофизик), действительный член АН СССР, профессор, в 1929 году избран членом-корреспондентом, а в 1939 году — действительным членом Академии наук СССР. Лауреат Сталинской премии.

## Биография
Родился в семье профессора В. Л. Кирпичёва 23 августа 1879 года в Санкт-Петербурге. Среднее образование получил в 3-й Харьковской гимназии, высшее — в Петербургском технологическом институте, который окончил в 1907 году.
Научная и педагогическая деятельность Михаила Викторовича протекала в Ленинградском физико-техническом институте, Ленинградском политехническом институте, Центральном котлотурбинном институте и Энергетическом институте АН СССР. Он преподавал также в Московском энергетическом институте и Московском институте химического машиностроения.

Могила Кирпичёва на Новодевичьем кладбище Москвы

Умер в 1955 году, похоронен в Москве на Новодевичьем кладбище (1-й участок, 45-й ряд, 14 место).

## Научная деятельность
Большим вкладом в науку являются работы М. В. Кирпичёва по теории подобия и теории моделирования технических устройств, на основе которых можно изучать работу любого технического устройства ещё в процессе проектирования и создать его наиболее совершенную конструкцию. Занимался широким кругом теоретических и инженерных проблем теплотехники, особенно в области конвективного теплообмена в трубах различного сечения, гидродинамической теории теплообмена в теплоэнергетических установках, вентиляции в зданиях.
Вместе с А. А. Гухманом является автором так называемой обратной теоремы теории подобия, которая устанавливает необходимые и достаточные условия подобия между физическими явлениями.
Наряду с научно-исследовательской работой Кирпичёв М. В. занимался и подготовкой кадров, занимаясь педагогической деятельностью во многих институтах. Под его руководством воспитано несколько сотен инженеров, более ста докторов и кандидатов технических наук.
Один из создателей Московского дома учёных

### Основные работы
- Моделирование тепловых устройств. II. Теория моделирования // Журнал технической физики. — 1934. — Т. 4. — № 3. — С. 451—458.
- Ньютон о подобии // Известия АН СССР. Отделение технических наук. — 1943. — № 7. — С. 15-21.
- Теория подобия как основа эксперимента // Известия АН СССР. Отделение технических наук. — 1945. — № 4-5. — С. 333—338.
- (совм. с П. К. Конаковым) Математические основы теории подобия[4]. — М.-Л.: Изд-во АН СССР, 1949. — 104 с.
- Теория подобия. — М.: Изд-во АН СССР, 1953.
- Моделирование технических устройств // Теплоэнергетика. — 1954. — № 1. — С. 6-10.
- «Теория подобия и тепловое моделирование». — М.: Наука, 1987. — 163 с.
- Моделирование тепловых устройств. — М.—Л., 1936 (совм. с М. А. Михеевым);
- Теплопередача. — М.—Л., 1940 (совм. с др.).

Положительный отзыв академика М. В. Кирпичёва в январе 1949 г. на предложение главного инженера-электрика Главсахалинрыбпрома А. А. Гавронского создать геотермальную электростанцию на Камчатке оказал решающее влияние на положительное решение по данному вопросу: через год на полуострове были начаты соответствующие изыскания АН СССР, а ещё через 4,5 года — принято решение о строительстве там геотермальной электростанции.

## Родственные отношения
- Отец — Кирпичёв, Виктор Львович
- жена — Кирпичёва Мелитина Владимировна (урождённая Миловидова; 1887—1923) — физик, соавтор А. Ф. Иоффе и его ближайший сотрудник в исследованиях электропроводности кристаллов[6]. Одна из первых женщин — преподавателей Петербургского Политехнического института[7].
- жена — Кирпичёва Серафима Фёдоровна (урождённая Гордеенко;[8] 1891—1974) — певица, киноактриса[9] немого кинематографа (фильм «Поэт и царь»).

## Награды и премии
- орден Ленина (1953)
- орден Трудового Красного Знамени (10 июня 1945)
- Сталинская премия II степени (1941) — за научную работу «Моделирование тепловых устройств», опубликованную в 1936 году